# 河南艺术中心
河南艺术中心位于河南省郑州市郑东新区。由加拿大国际著名设计大师卡洛斯·奥特设计。灵感来源于河南出土文物乐器陶埙、石排箫和贾湖骨笛的造型，艺术墙的设计源自黄河波涛翻卷的浪花造型。河南艺术中心是古代中原文化与现代建筑艺术的完美结合。工程总投资约为9.26亿元人民币，开工于2003年12月12日，2007年11月29日完工。